# مارک اوانز (بازیکن فوتبال، زاده۱۹۸۲)
مارک اوانز (انگلیسی: Mark Evans؛ زادهٔ ۱۶ سپتامبر ۱۹۸۲) بازیکن فوتبال است.